# Calomyspoena
Calomyspoena is een monotypisch geslacht van spinnen uit de  familie van de Mysmenidae.

## Soort
- Calomyspoena santacruzi Baert & Maelfait, 1983